# El cielo abierto
El cielo abierto és una pel·lícula espanyola de 2001 dirigida per Miguel Albaladejo amb guió d'Elvira Lindo protagonitzada per Sergi López i Ayats i Mariola Fuentes. Es tracta d'una mescla entre comèdia i drama, amb les dosis justes de tendresa, riures i amargor, molt ben interpretada, a més, per tot el seu elenc. Ha participat a alguns festivals internacionals.

## Sinopsi
Miguel és un jove psiquiatre que acaba de ser abandonat precipitadament per Sara, la seva parella, que marxa amb un altre. Per si no fos prou, la seva sogra anava a passar uns dies a casa. Així doncs, sense núvia i amb la sogra -i a més amb tota la problemàtica dels pacients que tracta a l'hospital on treballa-, Miguel bé pot tornar-se més boig que aquells als qui tracta. Encara més, un dels seus pacients li roba la cartera. No obstant això, aquest últim contratemps esdevindrà el primer pas per a la solució de totes les seves dissorts, gràcies a Jasmina, la germana del seu pacient lladregot.

## Elenc
- Sergi López i Ayats: Miguel
- Mariola Fuentes: Jasmina
- María José Alfonso: Elvira
- Emilio Gutiérrez Caba: David
- Geli Albaladejo: Carola
- Marcela Walerstein: Sara
- Javier Dorado: Paquito
- Elvira Lindo: Belinda
- Antonio Muñoz Molina: Paciente

## Premis
XVI Premis Goya
| Categoria              | Persona               | Resultat  |
| ---------------------- | --------------------- | --------- |
| Millor actor secundari | Emilio Gutiérrez Caba | Guanyador |
| Millor cançó original  | Olga Román            | Candidat  |

Medalles del Cercle d'Escriptors Cinematogràfics
| Categoria    | Persona             | Resultat  |
| ------------ | ------------------- | --------- |
| Millor actor | Sergi López i Ayats | Guanyador |

Fotogramas de Plata 2001
- Millor actor de cinema per Sergi López i Ayats.